# Konstantin Klein
Konstantin Kasimir Sidney Klein  (* 21. Mai 1991 in Berlin) ist ein ehemaliger deutscher Basketballspieler. Er bestritt drei A-Länderspiele sowie 203 Bundesliga-Spiele. Nachdem er bereits im Nachwuchsbereich mit Alba Berlin Titel gewonnen hatte, erreichte Klein mit den Rockets Gotha die Meisterschaft der dritthöchsten Spielklasse ProB und den Aufstieg in die ProA sowie bei seiner nächsten Station den Titelgewinn im FIBA Europe Cup mit den Skyliners Frankfurt, zu denen er nach weiteren Stationen in der höchsten Spielklasse Basketball-Bundesliga zur Saison 2020/21 zurückkehrte. Diese Saison beendete er nach einer Verletzung unterklassig in Wolmirstedt, denen er zum Aufstieg in die dritthöchste Spielklasse ProB verhalf, bevor er nach einer Zwischenstation in der ProA ein Jahr später als Sportdirektor und Funktionär nach Wolmirstedt zurückkehrte.

## Spielerlaufbahn
Klein, der in seiner Jugend auch für den TuS Lichterfelde spielte, gehörte ab 2007 unter Trainer Henrik Rödl zur Mannschaft des Erstligisten Alba Berlin in der Nachwuchs-Basketball-Bundesliga (NBBL). In seiner zweiten Saison konnte die Alba-Junioren unter anderem zusammen mit Niels Giffey erstmals den Meistertitel in der NBBL gewinnen. In der nachfolgenden Saison erreichte man als Titelverteidiger erneut das Finalspiel im NBBL Top Four, das jedoch gegen Team Urspring verloren ging, bei denen unter anderem sein späterer Frankfurter Mannschaftskamerad Kevin Bright aktiv war, der für die Schwaben den Meistertitel zurückholte. 
Mit der Reservemannschaft von Alba Berlin schaffte Klein 2010 den Aufstieg in die dritthöchste deutsche Herren-Spielklasse ProB. In der Saison 2010/11 konnte man in der Play-downs den Klassenerhalt erreichen. Zur folgenden Saison 2011/12 wechselte Junioren-Nationalspieler Klein, der mit der deutschen Nachwuchsauswahl bei der U20-Europameisterschaft 2011 einen fünften Platz erreichte, zum Ligakonkurrenten Oettinger Rockets aus Gotha, der am Saisonende in den Play-offs die Meisterschaft der Spielklasse und den Aufstieg in die ProA erreichte, während die Alba-Reserve in der Abstiegsrunde gegen die Reservemannschaft des Bundesligisten Skyliners Frankfurt verlor und wieder in die Regionalliga abstieg. 
Die Fraport Skyliners aus Frankfurt am Main waren auch die nächste Station von Klein in der Saison 2012/13. Mittels Doppellizenz war Klein sowohl für die Reservemannschaft in der ProB als auch für die Erstligamannschaft dauerhaft einsatzberechtigt, wurde dann aber bis auf zwei Spiele in allen Spielen der höchsten deutschen Spielklasse eingesetzt. Die Skyliners verpassten jedoch auf dem 14. Tabellenplatz den Einzug in die Play-offs um die deutsche Meisterschaft letztlich deutlich. In der folgenden Saison, in der Klein seine durchschnittliche Einsatzzeit auf gut 27 Minuten pro Spiel verdoppelte, verbesserte man sich unter Trainer-Rückkehrer Gordon Herbert mit der gleichen Anzahl Saisonsiege auf den elften Tabellenplatz, was aber wiederum nicht zum Einzug in die Finalrunde um die Meisterschaft reichte. A2-Nationaltrainer Rödl berief seinen ehemaligen Jugendspieler Klein im Sommer 2014 in die A2-Nationalmannschaft. In der EuroChallenge spielte Klein 2014/15 bei den Frankfurtern erstmals in einem internationalen Vereinswettbewerb der Herren und erreichte dort das Final Four.
Im Juli 2015 gewann Klein mit der deutschen Studentenauswahl Silber bei der Sommer-Universiade 2015. Im Zuge der Vorbereitung auf die Europameisterschaft 2015 holte Bundestrainer Chris Fleming ihn erstmals in die A-Nationalmannschaft. Klein kam auf drei A-Länderspiele (alle im Sommer 2015), ohne ihn jedoch letztendlich für den EM-Endrunden-Kader zu berücksichtigen. 2016 gewann er mit Frankfurt den FIBA Europe Cup.
Im August 2016 wechselte Klein nach vier Jahren in Frankfurt zu den Telekom Baskets Bonn, bei denen er einen Dreijahresvertrag mit beidseitiger Kündigungsoption im dritten Jahr unterschrieb. Nach der Saison 2017/18 nutzten die Bonner eine Klausel und lösten den Vertrag mit Klein nach zwei Jahren vorzeitig auf. Anfang Juli 2018 wurde er vom Ligakonkurrenten MHP Riesen Ludwigsburg verpflichtet. Zur Saison 2019/20 wurde er zum Kapitän der Mannschaft ernannt.
Ende Juli 2020 vermeldeten die Skyliners Frankfurt seine Rückkehr. Dort wurde er wieder Spieler in der Bundesliga-Mannschaft sowie zusätzlich Co-Trainer bei der zweiten Frankfurter Herrenmannschaft in der 2. Bundesliga ProB. Aus Verletzungsgründen kam er 2020/21 nur zu 13 Bundesliga-Einsätzen für Frankfurt. Ende Juni 2021 verstärkte er den Regionalligisten SBB Baskets Wolmirstedt in den Aufstiegsspielen zur 2. Bundesliga ProB und trug zum Aufstieg der Mannschaft bei. Im Juli 2021 gab Zweitligist Eisbären Bremerhaven seine Verpflichtung bekannt. Dort bestritt er bis in der Spielzeit 2021/22 sieben Einsätze und trat im Sommer 2022 aus gesundheitlichen Gründen als Spieler zurück.

## Funktionär
Klein trat im August 2022 bei den SBB Baskets Wolmirstedt (2. Bundesliga ProB) das Amt des Sportdirektors an. Er war bis Sommer 2024 als solcher tätig.

## Privates
Klein ist Veganer. Er heiratete im Juni 2019 seine Freundin und nahm ihren Nachnamen Konga an. Am ersten Spieltag der Bundesligasaison 2019/20 wurde er in Weißenfels Ziel einer rassistisch motivierten Beleidigung: Ein Anhänger des Mitteldeutscher Basketball Clubs imitierte in Anspielung auf seinen Nachnamen Affenlaute, während Klein einen Einwurf ausführen wollte. Der Fan wurde im Anschluss vom Mitteldeutschen BC mit einem mehrmonatigen Hallenverbot bestraft. Seit Januar 2023 ist er geschieden und hat seinen Geburtsnamen Klein wieder angenommen.